# Comunitatea Monastică din Muntele Athos
Comunitatea monahală de la Muntele Athos este o comunitate ortodoxă răsăriteană de călugări din Grecia, care se bucură de statutul de regiune autonomă care deține drepturile combinate ale unei administrații descentralizate, ale unei regiuni și ale unei municipalități, cu teritoriul său cuprinzând partea îndepărtată a peninsulei Athos, inclusiv Muntele Athos, în timp ce partea limitrofă a peninsulei aparține comunității obișnuite Aristotelis din Macedonia Centrală.
În greacă modernă, comunitatea este denumită în mod obișnuit Agio Oros (Άγιο Όρος) care se traduce prin „Sfântul Munte”, în timp ce Oros Athos (greacă Όρος Άθως) este folosit pentru a desemna muntele fizic și Hersonissos tou Atho (Χερσόνησος του Άθω) în ceea ce privește peninsula.
Comunitatea cuprinde 20 de mănăstiri în care viețuiesc în jur de 2.000 de călugări ortodocși din Grecia și multe alte țări, inclusiv țări ortodoxe răsăritene precum România, Moldova, Georgia, Bulgaria, Muntenegru, Serbia și Rusia. Mănăstirile athonite dispun de o colecție bogată de vestigii bine conservate, cărți rare, documente antice și opere de artă cu o valoare istorică imensă motiv pentru care Muntele Athos este menționat în Patrimoniul Mondial UNESCO încă din 1988.
Deși Muntele Athos face parte din punct de vedere juridic din Uniunea Europeană, ca și restul Greciei, instituțiile comunității monahale au o jurisdicție specială care a fost reafirmată în timpul admiterii Greciei în Comunitatea Europeană (precursorul UE). Acest lucru împuternicește autoritățile comunității monahale să restricționeze libera circulație a oamenilor și a mărfurilor pe teritoriul său, iar în mod special, numai bărbații au voie să intre, în timp ce femeile și majoritatea animalelor feminine, sunt interzise pe Muntele Athos de tradiția religioasă a comunității care trăiește acolo.

## Structura politică

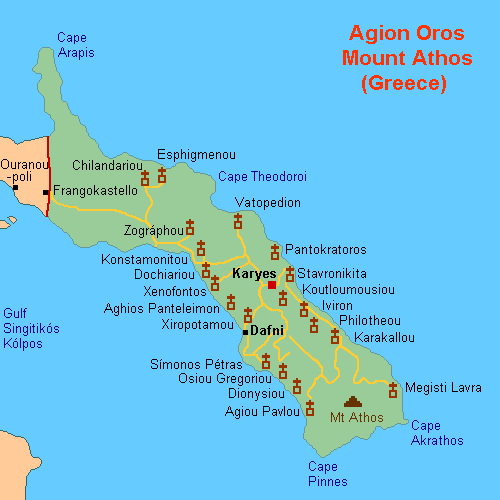
Harta comunității

Pe teritoriul Greciei, comunitatea monahală beneficiază de autoguvernare autonomă. Ministerul grec al Afacerilor Externe gestionează relațiile dintre comunitatea monahală și Guvernul Greciei.
Teritoriul comunității monahale este învecinat cu Aristotelis, despărțit de o fâșie lungă de aproximativ 9 kilometri (5,6 mi). Kareya este centrul administrativ cu sediul sinodului și al Administrației civile din Muntele Athos cu personalul său de mireni în slujba comunității monahale.
Mănăstirile obștii monahale sunt supuse autorităților stabilite, adică sunt scutite de autoritatea episcopului local și raportează numai Patriarhului Ecumenic al Constantinopolului.

Steagul Bisericii Ortodoxe Grecești folosit de comunitatea monahală

## Administrare și organizare
Conform Constituției Greciei, teritoriul comunității monahale care este „peninsula Athos extinsă dincolo de Megali Vigla și constituie regiunea Agio Oros” este „în urma unui privilegiu antic”, „o parte autonomă a Statului grec, a cărui suveranitate asupra acestuia rămâne intactă”. Constituția prevede, de asemenea, că „toate persoanele care duc o viață monahală în acest munte sfânt dobândesc cetățenia greacă, fără alte formalități, la admiterea ca novici sau călugări”. Constituția prevede că „persoanele heterodoxe sau schismatice” le este interzis să rămână pe teritoriu Athosului. Comunitatea este formată din 20 de mănăstiri principale care constituie Sfânta Comunitate. Kareia găzduiește un administrator civil în calitate de reprezentant al statului grec. Guvernatorul este un reprezentant executiv.

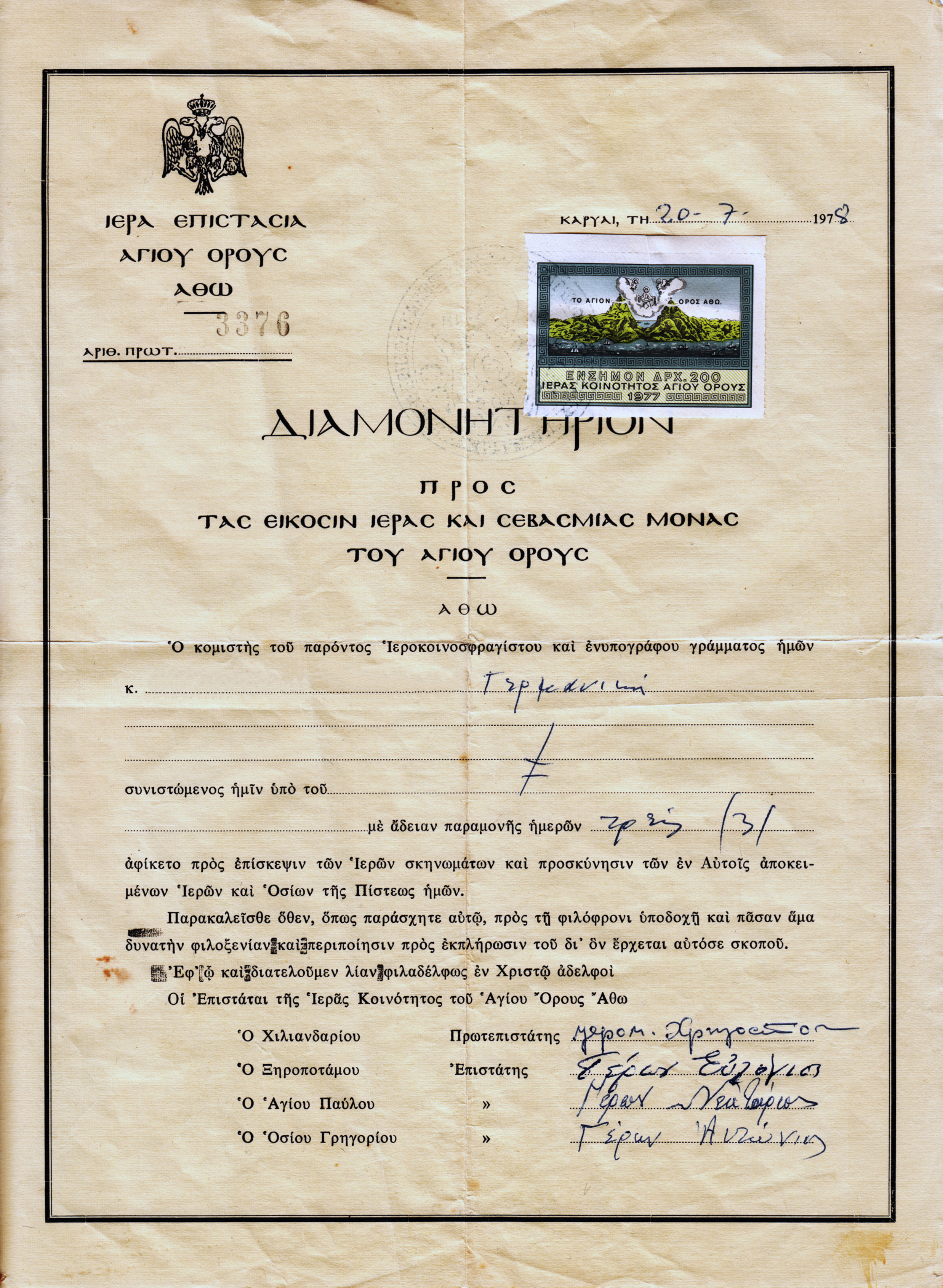
diamonitirion („permis de acces”) din 1978

Comunitatea monahală se află sub jurisdicția directă a Patriarhului Ecumenic al Constantinopolului Bartolomeu eu.

### Administrare
Autoritățile civile sunt reprezentate de administratorul civil, desemnat de Ministerul Afacerilor Externe elen. El supraveghează funcția instituțiilor și ordinea publică.
Fiecare dintre cele 20 de mănăstiri este administrată de un arhimandrit ales de călugări pe viață. Convenția Frăției (Γεροντία) este corpul legislativ. Fiecare dintre celelalte așezări (schituri, chilii, colibe, refugii și ermitaje) este o dependență a uneia dintre cele 20 de mănăstiri și este atribuită călugărilor printr-un document numit omologon (ομόλογον).

### Monahii
Toate persoanele care viețuiesc în comunitatea monahală primesc cetățenia greacă la admiterea ca novici sau călugări. Mirenii pot vizita comunitatea monahală, dar au nevoie de un permis special cunoscut sub numele de diamonitirion (διαμονητήριον).
În 17 dintre mănăstiri, călugării sunt predominant de etnie greacă. Mănăstirea Hilandar este cu călugări din Serbia și Muntenegru, Mănăstirea Zografu este bulgară, iar mănăstirea Sfântul Pantelimon este rusească.
Cele mai multe dintre schituri sunt, de asemenea, predominant grecești și cu toate acestea, două schituri sunt românești. Ele sunt coenobiticele Schitul Prodromu (sub Mănăstirea Marea Lavră) și Schitul Lacu, numit și „Lakkoskētē” (sub Mănăstirea Sfântului Pavel). Un al treilea schit este rusesc, "Skētē Bogoroditsa" (sub mănăstirea Sfântul Pantelimon).
Limba greacă este folosită în mod obișnuit în toate mănăstirile grecești, dar în unele mănăstiri sunt folosite și alte limbi: în Mănăstirea Sfântul Pantelimon, rusă (67 de călugări în 2011); în Mănăstirea Hilandar, sârbească (58); în Mănăstirea Zografu și Schitul Bogoroditsa, bulgară (32); iar în Schitu Prodromu și Schitul Lacu, română (64). Astăzi, mulți dintre călugării greci vorbesc și limbi străine. Deoarece există călugări din multe națiuni în Athos, ei vorbesc în mod natural și propriile limbi materne.

## Istorie

### Epoca bizantină: primele mănăstiri

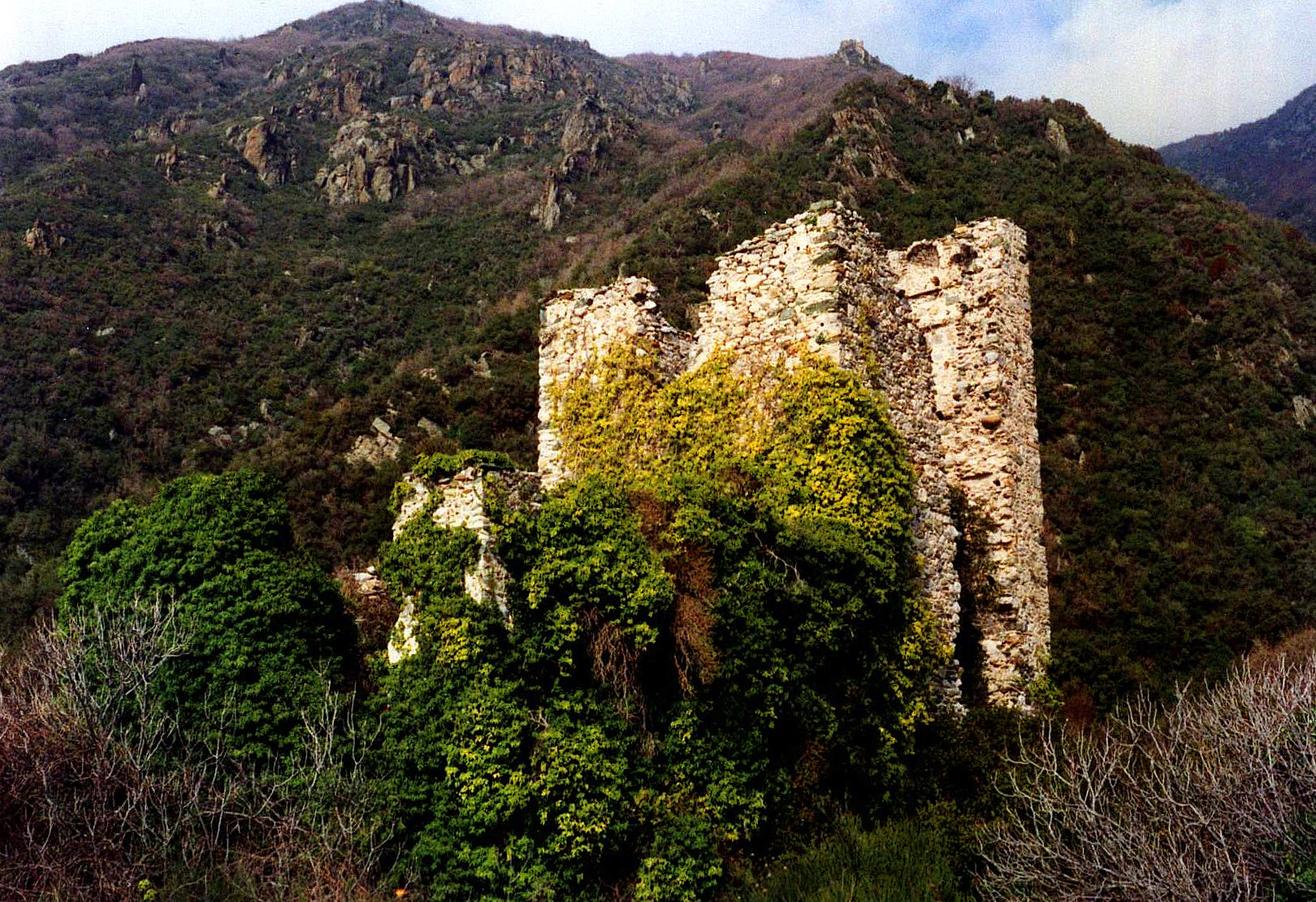
Un turn de veghe bizantin, care protejează docul (αρσανάς, arsanás) al Mănăstirii Xiropotamu

Cronicarii Teofan Mărturisitorul (sfârșitul secolului al VIII-lea) și Ghiorghios Kedrenos (secolul al XI-lea) au scris că erupția din 726 a vulcanului Thera a fost vizibilă de pe Muntele Athos, ceea ce indică faptul că era locuit în acea perioadă. Istoricul Genesios a consemnat că călugării din Athos au participat la cel de-al șaptelea Sinod Ecumenic de la Niceea din 787. În urma Bătăliei de la Thasos din 829, Athosul  a fost părăsit un timp din cauza raidurilor distructive ale sarazinilor cretani. În jurul anului 860, celebrul călugăr Eftymios cel Tânăr a venit în Athos.

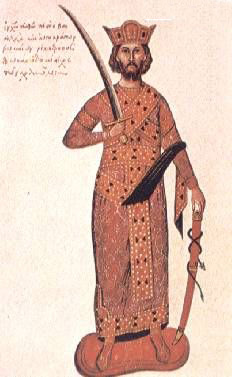
Împăratul Nicefor Focas

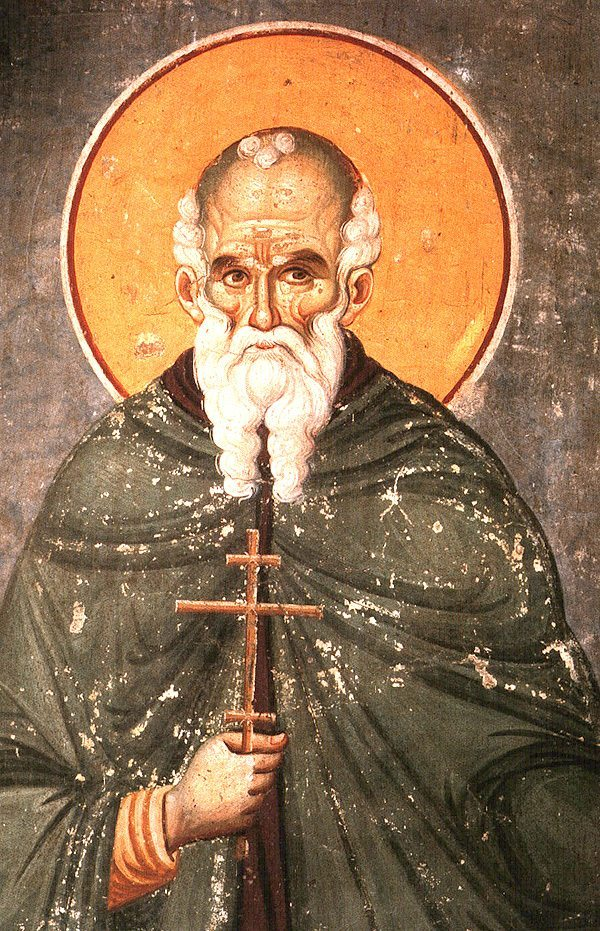
Atanasie Athonitul

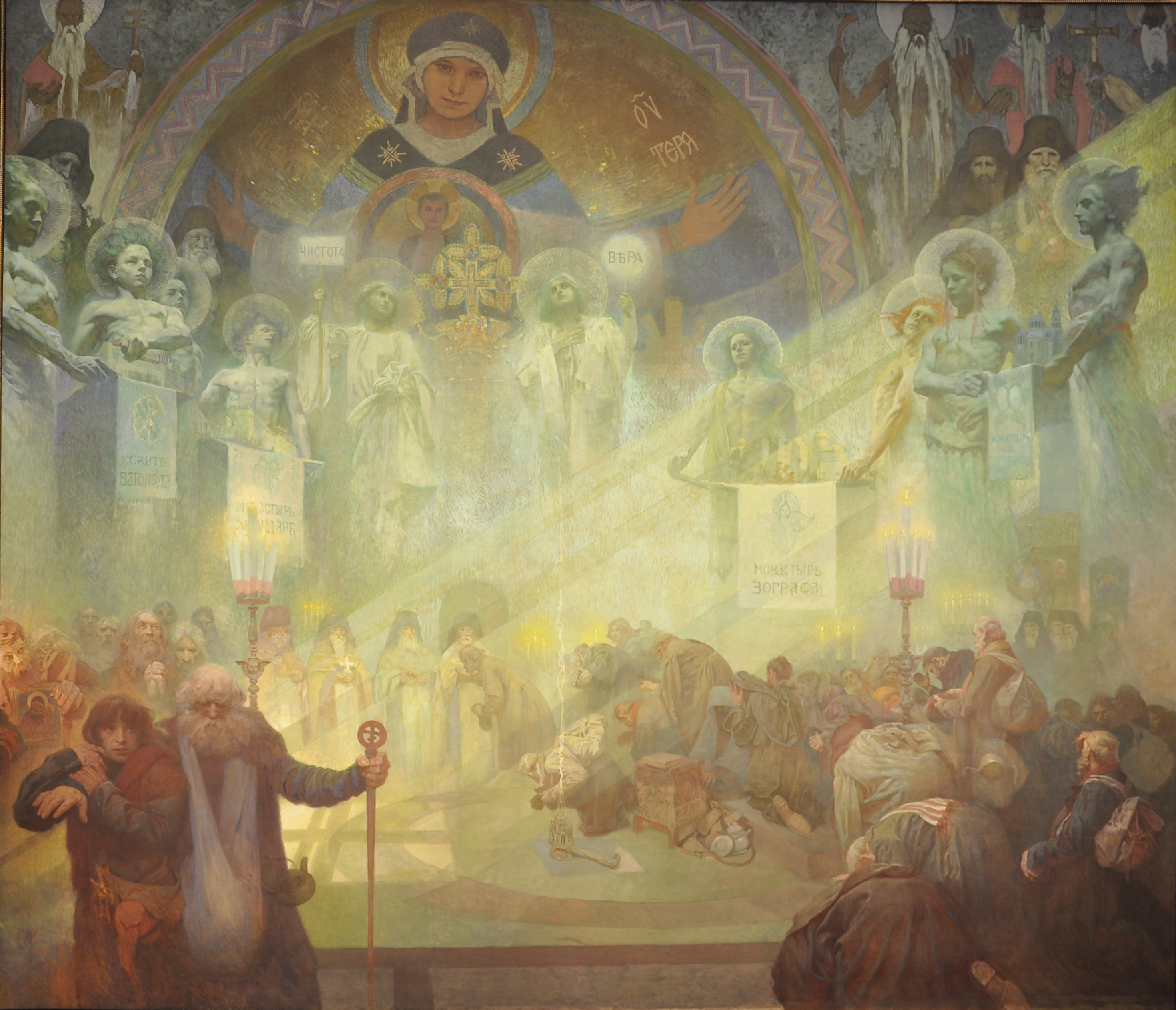
Sfântul Munte Athos: Sfântul Munte Athos: Adăpostirea celor mai vechi comori literare ortodoxe (1926), de Alphonse Mucha, Epopeea slavă

În 958, călugărul Atanasie Athonitul (Άγιος Αθανάσιος ο Αθωνίτης) a ajuns pe Muntele Athos. În 962 a construit marea biserică centrală a Protatonului din Kareya. În anul următor, cu sprijinul prietenului său, împăratul Nicefor Focas, a fost înființată mănăstirea Marii Lavre, cea mai mare și mai proeminentă dintre cele douăzeci de mănăstiri existente astăzi. Aceasta s-a bucurat de protecția împăraților bizantini în secolele care au urmat, iar bogăția și posesiunile sale au crescut considerabil. Alexie I Comnenul, care a fost împărat bizantin între 1081 și 1118, a acordat Muntelui Athos autonomie completă față de patriarhul ecumenic și episcopul de Ierissos și, de asemenea, a scutit mănăstirile de impozite. În plus, până în 1312, protosul din Kareya a fost numit direct de împăratul bizantin.
Prima carte a Muntelui Athos, semnată în 972 de împăratul Ioan Tzimiskes, Atanasie Athonitul și 46 de egumeni, este păstrată în prezent la Protos din Kareya. Este cunoscut și sub numele de Tragos („capră”), deoarece a fost scris pe pergament de piele de capră. A doua carte sau typikon al Muntelui Athos a fost scrisă în septembrie 1045 și semnat de 180 de egumeni. Împăratul Constantin al IX-lea Monomahul a modificat typikonul Muntelui Athos cu un crisobul imperial în iunie 1046. Această carte a fost, de asemenea, primul document oficial care s-a referit la Muntele Athos drept „Muntele Sfânt”.
Din 985 până în 1287, a existat o mănăstire benedictină pe Muntele Athos (între Magisti Lavra și Philotheou Karakallou) cunoscută sub numele de Amalfion, după oamenii din Amalfi care au întemeiat-o. Mănăstirea a fost fondată cu sprijinul lui Ioan Iberul, un georgian și fondatorul Mănăstirii Iviru, și se crede, că a influențat monahismul și evlavia creștină latină.
Cruciada a patra din secolul al XIII-lea a adus noi stăpâni romano-catolici, ceea ce i-a forțat pe călugări să se plângă și să ceară intervenția papei Inocențiu al III-lea până la restaurarea Imperiului Bizantin. Peninsula a fost atacată de mercenari catalani în secolul al XIV-lea, în așa-numita răzbunare catalană, din cauza căreia intrarea persoanelor de origine catalană a fost interzisă până în 2005. Secolul al XIV-lea a văzut și conflictul teologic asupra isihasmului practicat pe Muntele Athos și apărat de Grigorie Palama (Άγιος Γρηγόριος ο Παλαμάς). La sfârșitul anului 1371 sau începutul lui 1372 bizantinii au învins un atac otoman asupra  Muntelui Athos.

### Epoca și influențele sârbești
Domnii sârbi ai dinastiei Nemanjić au oferit sprijin financiar mănăstirilor de pe Muntele Athos, în timp ce unii dintre ei au făcut și pelerinaje și s-au călugărit acolo. Stefan Nemanja a ajutat la construirea mănăstirii Hilandar pe Muntele Athos împreună cu fiul său Arhiepiscopul Sfantul Sava în 1198.
Din 1342 până în 1372 Muntele Athos a fost sub administrație sârbă. Împăratul sârb Stefan Dušan a ajutat Muntele Athos cu multe donații mari către toate mănăstirile. În hrisovul împăratului Ștefan Dušan către Mănăstirea Hilandar împăratul a dat mănăstirii Hilandar stăpânire directă asupra multor sate și biserici, inclusiv biserica Svetog Nikole u Dobrušti din Prizren, biserica Svetih Arhanđela din Štip, Biserica Svetog Nikole din Vranje pământurile și proprietățile din jur. De asemenea, a dat mari posesiuni și donații Schitului Karyes Sf. Sabas și Sfinților Arhangheli din Ierusalim. Împărăteasa Elena, soția împăratului Stefan Dušan, a fost printre puținele femei care i-au permis să viziteze și să stea în Muntele Athos, pentru a o proteja de ciumă. Ea a evitat să încalce interdicția de a intra femeile în Sfântul Munte, neatingând pământul în întreaga ei vizită, fiind transportată în mod constant într-un cărucior de mână.
Datorită donațiilor lui Dušan, mănăstirea sârbească Hilandar a fost mărită la peste 10.000 de hectare, având astfel cele mai mari proprietăți de pe Muntele Athos, deosebindu-se de alte mănăstiri și ocupând 1/3 din suprafața Muntelui Sfânt. Nobilul sârb Antonije Bagaš, împreună cu Nikola Radonja, au cumpărat și restaurat mănăstirea ruinată Sfântul Pavel între 1355 și 1365, devenind starețul acesteia.
Epoca Imperiului Sârb a fost o perioadă prosperă pentru Hilandar și pentru alte mănăstiri din Muntele Athos pentru că multe dintre mănăstiri au fost restaurate, reconstruite și mărite semnificativ.
Prințesa sârbă Mara Branković a fost a doua persoană sârbă care a primit permisiunea de a vizita zona. La sfârșitul secolului al XV-lea cinci mănăstiri de pe Muntele Athos aveau călugări sârbi și erau sub conducerea priorului sârbesc: Dochiaru, Grigoriu, Sfântul Pavel, Sfântul Dionysie și Hilandar

### Epoca otomană
Imperiul Bizantin a încetat să mai existe în secolul al XV-lea, iar Imperiul Otoman i-a luat locul.
Din relatarea pelerinului rus Isaia, până la sfârșitul secolului al XV-lea mănăstirile din Muntele Athos reprezentau comunități monahale din părți mari și diverse ale Balcanilor (slave, albaneze, grecești). Alte mănăstiri enumerate de el nu poartă astfel de denumiri. În special, Dochiaru, Grigoriu, Sfântul Pavel, Dionisiu și Hilandar erau sârbești; Karakalu și Philotheu erau albaneze; Pantelimon era rusească; Simonos Petras era bulgară; Marea Lavră, Vatopedu, Pantocrator și Stavronichita erau greci; iar Zografu, Constamonitu, Xiropotamu, Cutlumuș, Xenophontos, Iviru și Protaton nu au purtat nicio denumire.

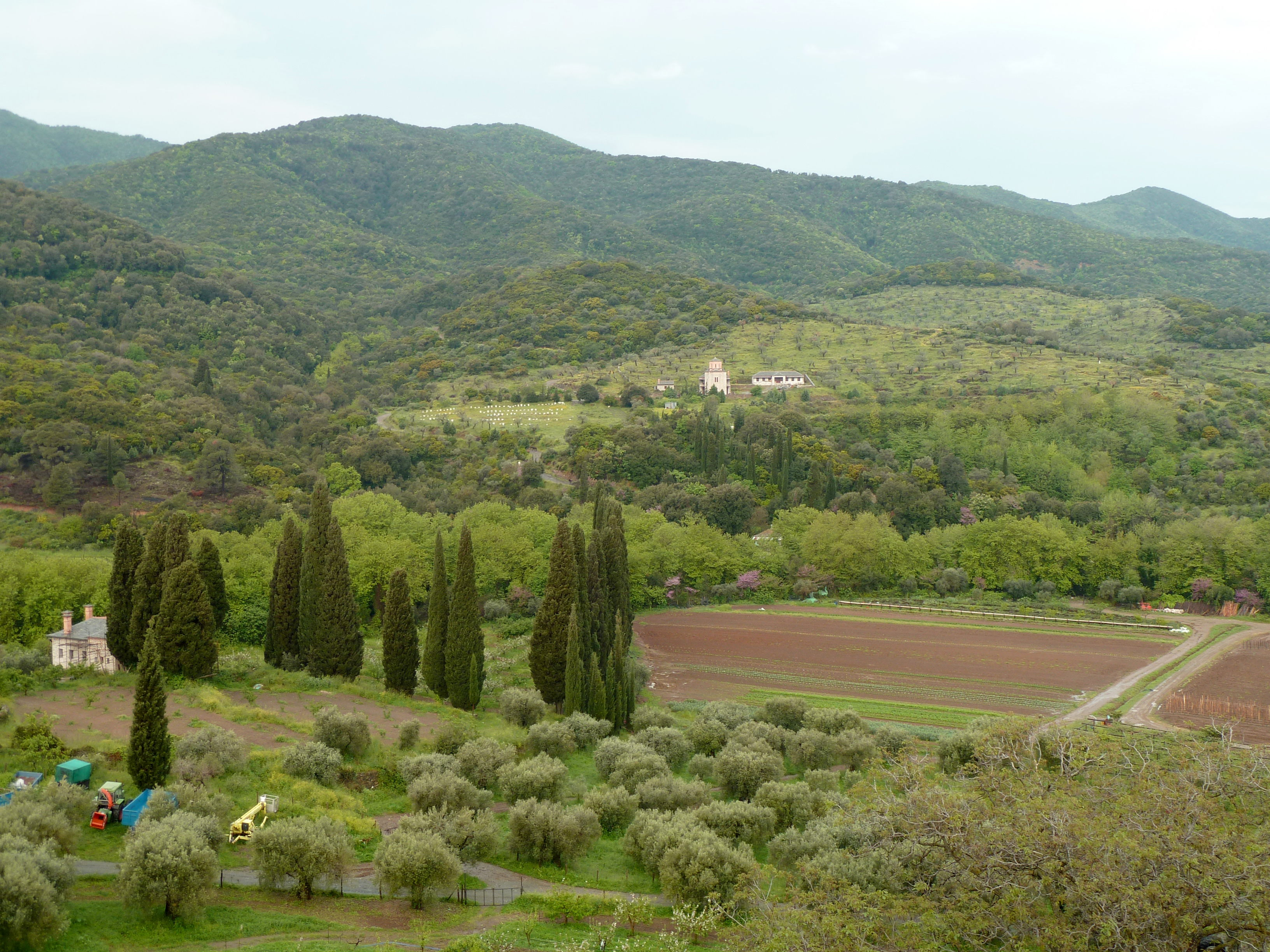
Vedere a zonei din jurul Mănăstirii Vatopedu

Sultanul Selim I a fost un binefăcător substanțial al Mănăstirii Xiropotamu. În 1517, el a emis o fatwa și un Hatt-i Sharif („edict nobil”) prin care „locul, unde se propovăduiește Sfânta Evanghelie, ori de câte ori este ars sau chiar deteriorat, va fi ridicat din nou”. De asemenea, a acordat privilegii Abației și a finanțat construcția zonei de luat masa și a subteranului Abației, precum și renovarea picturilor murale din biserica centrală care au fost finalizate între anii 1533–1541.
Acest nou mod de organizare monahală a fost o măsură de urgență luată de comunitățile monahale pentru a contracara mediul lor economic dur. Spre deosebire de sistemul cenobitic, călugării din comunitățile idioritmice au proprietate privată, lucrează pentru ei înșiși, sunt singurii responsabili pentru achiziționarea de hrană și alte necesități dar iau masa separat în chiliile lor, întâlnindu-se doar cu alți monahi la biserică. În același timp, stareții mănăstirilor au fost înlocuiți de comitete, iar la Kareys Protos a fost înlocuit cu un comitet de patru membri.
În 1749, odată cu înființarea Academiei Athonite lângă Mănăstirea Vatopedu, comunitatea monahală locală a avut un rol principal în mișcarea iluminismului grec modern din secolul al XVIII-lea. Această instituție a oferit un învățământ de înalt nivel, în special sub Eugenios Voulgaris, unde s-a predat filozofia antică și știința fizică modernă.

### Timpurile moderne de mai târziu
În vremurile moderne, după sfârșitul stăpânirii otomane, noii regi sârbi din dinastia Obrenović, dinastia Karađorđević și noua clasă burgheză și-au reluat sprijinul pentru Muntele Athos.
În noiembrie 1912, în timpul Primului Război Balcanic, otomanii au fost forțați de Marina Greacă.
În iunie 1913, o mică flotă rusă, formată din pistolul Doneț și navele de transport Tsar și Herson, l-a predat pe arhiepiscopul de Vologda și o serie de trupe pe Muntele Athos pentru a interveni în controversa teologică asupra imiaslavie (o mișcare ortodoxă rusă).
Maryse Choisy a intrat în comunitatea monahală în anii 1920 deghizată în marinar. Mai târziu, ea a scris despre escapada ei în Un mois chez les hommes („O lună cu bărbați”). În anii 1930, în Aliki Diplarakou, ea s-a îmbrăcat în bărbat și s-a furișat în comunitatea monahală. Deghizarea ei a fost discutată într-un articol din 13 iulie 1953 din revista Time, intitulat „The Climax of Sin”.
Se spune că un călugăr pe nume Mihailo Tolotos ar fi trăit în comunitatea monahală din cca. 1855-1856 până în 1938. La 29 octombrie 1938, ziarul comunitar american Edinburg Daily Courier din Edinburg, Indiana a raportat că Tolotos a murit la vârsta de 82 de ani. Se pare că Tolotos nu văzuse niciodată o femeie în viața lui, mama lui a murit la naștere, iar el a fost crescut în mănăstire de către călugări. Moartea sa din 1938 a fost din nou menționată în ediția din 7 ianuarie 1949 a Raleigh Register într-o reclamă a companiei de mobilă Nixon, spunând că a trăit o viață retrasă în mănăstire, sugerând că este posibil să nu fi părăsit niciodată mănăstirea.
După izbucnirea celui de-al Doilea Război Mondial, revista Time a descris, în timpul invaziei germane a Greciei în 1941, un atac cu bombă în apropierea comunității monahale: „Stuka s-au aruncat peste cerul Egee ca niște păsări întunecate și înspăimântătoare, dar nu au aruncat  bombe asupra călugărilor din Muntele  Athos”. În timpul ocupației germane a Greciei, Epistasia i-a cerut oficial lui Adolf Hitler să pună comunitatea monahală sub protecția sa personală. Hitler a fost de acord și a primit titlul de „Înaltul Protector al Sfântului Munte” (germană Hoher Protektor des heiligen Berges) de călugări. Obștea monahală a reușit să evite pagube importante în timpul războiului. 

### Epoca contemporană
După război, o Adunare Specială dublă a adoptat Carta constituțională a comunității monahale, care a fost apoi rectificată de Parlamentul grec.
În 1953, Cora Miller, o profesoară americană a programului Fulbright, a vizitat Sfântul Munte, pentru scurt timp, împreună cu alte două femei, stârnind comentarii în rândul călugărilor locali.
După dizolvarea regimului comunist iugoslav și a Iugoslaviei socialiste, mulți președinți și prim-miniștri ai Serbiei au vizitat Muntele Athos.
O rezoluție din 2003 a Parlamentului European a cerut ridicarea interdicției de a merge femeile în Muntele Athos, pentru că astfel se încalcă „principiul universal recunoscut al egalității de gen”.
La 26 mai 2008, cinci moldoveni au intrat ilegal în Grecia pe calea Turciei, ajungând în comunitatea monahală. Patru dintre acești migrați erau femei. Călugării i-au iertat pentru încălcare și i-au informat că zona era interzisă femeilor.

În ianuarie 2008, aproximativ o duzină de grecoaice au încălcat interdicția de 1.000 de ani asupra femeilor în timpul unui protest împotriva terenurilor aflate în litigiu. Cele care protestau, în total aproximativ 1.000, s-au opus revendicărilor a cinci dintre mănăstiri, ale comunității pentru aproximativ 20.000 acri (8.100 ha) de teren din peninsula Halkidiki din apropiere.
În 2018, comunitatea monahală a devenit o problemă în relațiile dintre Grecia și Rusia, atunci când guvernul elen a refuzat intrarea clericilor ruși care se îndreptau către comunitatea monahală. Presa a raportat acuzații conform cărora Federația Rusă folosea comunitatea monahală ca bază pentru operațiunile de informații în Grecia. În octombrie 2018, Patriarhia Moscovei a rupt comuniunea cu Patriarhia Ecumenică și a interzis adepților săi să viziteze locurile controlate de patriarhul Bartolomeu I al Constantinopolului, inclusiv comunitatea monahală rusă, ca răzbunare pentru decizia sa de a acorda autocefalie Bisericii Ortodoxe a Ucrainei.
În contextul invaziei ruse a Ucrainei și al sancțiunilor aferente, în 2022, autoritatea de spălare a banilor din Grecia a lansat o investigație privind transferul suspect de fonduri mari din Rusia către mănăstiri și călugări prietenoși cu Rusia de la Muntele Athos. Câțiva oficiali ruși înalți vizitaseră Muntele Athos în lunile precedente.

## Viața monahală
Mănăstirile de pe Muntele Athos au o istorie de ecumenism opus sau de mișcări spre reconciliere între Biserica Ortodoxă din Constantinopol și Biserica Catolică. Mănăstirea Esfigmenu este deosebit de deschisă în acest sens, care a ridicat steaguri negre pentru a protesta împotriva întâlnirii patriarhului Athenagoras I al Constantinopolului și a papei Paul al VI-lea din 1972. Esfigmenu a fost ulterior înlăturată de organele reprezentative ale Comunității Athonite. Conflictul s-a dezvoltat în 2002, când patriarhul Bartolomeu I al Constantinopolului i-a numit, pe călugării din Esfigmenu, frăție ilegală și a ordonat evacuarea lor. Acești călugări au refuzat să fie evacuați, iar patriarhul a ordonat ca o nouă frăție să-i înlocuiască.
De asemenea, mănăstirile s-au opus ecumenismului între Biserica Ortodoxă din Constantinopol și Bisericile vechi orientale. În urma primei și a celei de-a doua declarații de comun acord publicate de Comisia mixtă a dialogului teologic între Biserica Ortodoxă și Bisericile Ortodoxe Orientale, în 1989 și, respectiv, 1990 și propunerile ulterioare pentru ridicarea anatemelor în 1993, un comitet format din mănăstiri a publicat un memoriu de răspuns în care își exprimă condamnarea a ceea ce ei au perceput a fi o falsă unire iminentă cu „necalcedonienii”.
După ce au atins un nivel scăzut de doar 1.145 de călugări în principal în vârstă, în 1971, mănăstirile au trecut printr-o reînnoire constantă și susținută. Până în anul 2000, populația monahală ajunsese la 1.610 de persoane, toate cele 20 de mănăstiri și schiturile asociate acestora primind o infuzie de călugări în principal tineri, bine educați. În 2009, populația era de aproape 2.000 de persoane. Mulți călugări mai tineri au studii universitare și abilități avansate care le permit să lucreze la catalogarea și restaurarea vastului depozit de manuscrise, veșminte, icoane, obiecte liturgice și alte opere de artă din Munte, dintre care majoritatea rămân necunoscute publicului din cauza lor. volum pur. Se estimează că va dura câteva decenii pentru finalizare, această lucrare de restaurare și arhivă este finanțată de UNESCO și UE și ajutată de multe instituții academice. Istoria renașterii moderne a vieții monahale de pe Muntele Athos și intrarea ei în lumea tehnologică a secolului al XXI-lea a fost descrisă în cartea lui Graham Speake, aflată acum la a doua ediție, Muntele Athos. Reînnoire în Paradis.

### Mănăstirile

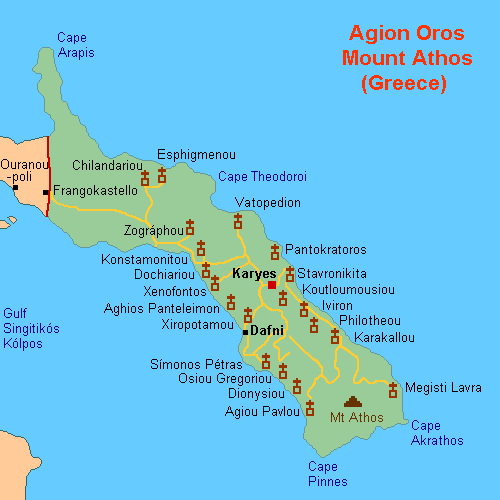
O hartă a Muntelui Athos cu mănăstirile indicate

Un pelerin sau vizitator la o mănăstire care este cazat în ru⁠(archontariki)[traduceți] (αρχονταρίκι) sau la Mănăstire, poate gusta din viața monahală respectând programul zilnic: rugăciune (slujbe în biserică sau în privat), masă comună, lucru (după îndatoririle fiecărui călugăr) și odihnă. În timpul sărbătorilor religioase, se țin de obicei privegheri lungi, iar programul zilnic este modificat dramatic. Poarta mănăstirii se închide la apus și se deschide din nou la răsărit.
Multe dintre mănăstiri sunt închinate Maicii Domnului. Vatopedu și Filoteu sunt dedicate Bunei Vestiri, Sfântul Pavel Întâmpinăii Domnului, Hilandar Intrării în Biserică a Maicii Domnului și Iviru Adormirii Maicii Domnului. :26-27

#### Chiliile
O chilie este un așezământ monahal în care locuiesc până la 9 călugări aflată sub supravegherea unei mănăstiri. De obicei, fiecare chilie deține o bucată de pământ pentru utilizare agricolă sau de altă natură. Fiecare chilie trebuie să desfășoare diverse activități pentru a avea venituri.

### Schiturile

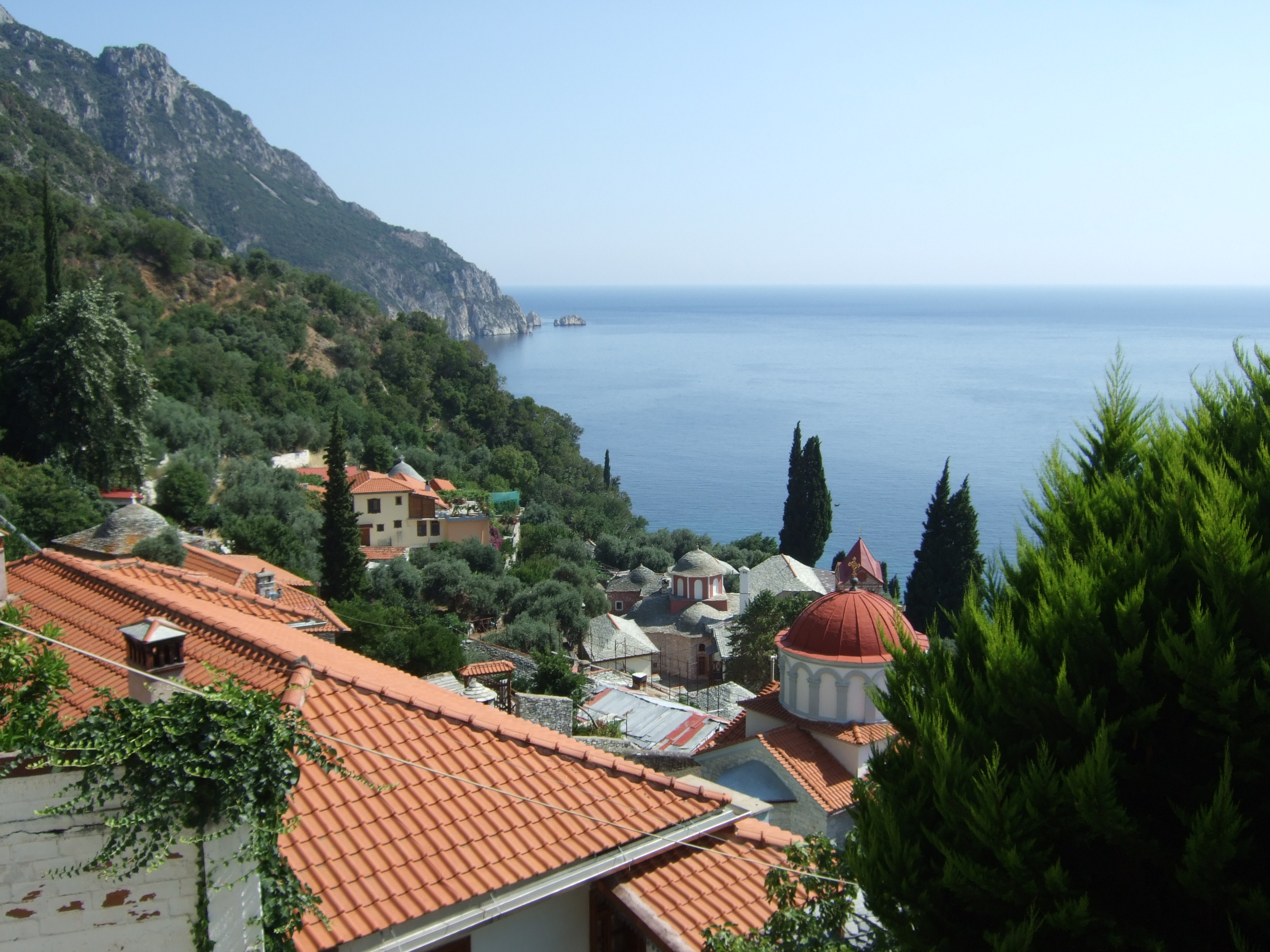
O vedere la Nea Skiti

Acestea sunt mici comunități de chilii învecinate care s-au dezvoltat încă de la începutul vieții monahale în comunitatea monahală, unele dintre ele folosind cuvântul „skete” (σκήτη) însemnând „așezământ monahal” sau „lavra” (λαύρα) însemnând „adunare monahală”. Cuvântul „skit” este de origine coptă și în forma sa originală este un nume de loc al unei locații din deșertul egiptean cunoscut astăzi sub numele de Scetis.

## Lista instituțiilor religioase

### Douăzeci de mănăstiri
Mănăstirile suverane, în ordinea locului lor în ierarhia athonită:
- Mănăstirea Marea Lavră (greacă: Μεγίστης Λαύρας)
- Mănăstirea Vatopedu (greacă: Βατοπαιδίου)
- Mănăstirea Iviru (greacă: Ιβήρων)
- Mănăstirea Hilandaru (greacă: Χιλανδαρίου, sârbește: Хиландар)
- Mănăstirea Dionisiu (greacă: Διονυσίου)
- Mănăstirea Cutlumuș (greacă: Κουτλουμουσίου)
- Mănăstirea Pantocrator (greacă: Παντοκράτορος)
- Mănăstirea Xiropotamu (greacă: Ξηροποτάμου)
- Mănăstirea Zografu (greacă: Ζωγράφου)
- Mănăstirea Dochiaru (greacă: Δοχειαρίου)
- Mănăstirea Caracalu (greacă: Καρακάλλου)
- Mănăstirea Filoteu (greacă: Φιλοθέου)
- Mănăstirea Simonos Petras (greacă: Σίμωνος Πέτρας)
- Mănăstirea Sfântul Pavel (greacă: Αγίου Παύλου)
- Mănăstirea Stavronichita (greacă: Σταυρονικήτα)
- Mănăstirea Xenofont (greacă: Ξενοφώντος)
- Mănăstirea Grigoriu (greacă: Γρηγορίου)
- Mănăstirea Esfigmenu (greacă: Εσφιγμένου)
- Mănăstirea Sfântul Pantelimon (greacă: Αγίου Παντελεήμονος)
- Mănăstirea Constamonitu (greacă: Κωνσταμονίτου)

- Schituri:
  - Schitul Kavsokalivia
  - Schitul Lacu
  - Schitul Prodromu

#### Foste mănăstiri
Papazôtos (1988) enumeră următoarele foste mănăstiri din secolul al XI-lea de la Muntele Athos, majoritatea fiind situate la nord-vest de Kareya.
Alte foste mănăstiri includ Mănăstirea Amalfinon, o mănăstire latino-catolică și Mănăstirea Zelianos, o mănăstire slavă (bulgară) situată lângă Mănăstirea Xenofont și Vechiul Rusikon.

### Schiturile
Un schit este o comunitate de pustnici creștini care urmează o regulă monahală, permițându-le să se închine într-o singurătate relativă, oferindu-le în același timp un nivel de sprijin practic și de siguranță reciproc. Există două feluri de schituri în Muntele Athos. Un schit cenobitic urmează stilul mănăstirilor. Un schit idioritmic urmează stilul unui mic sat: are o zonă comună de cult (o biserică), cu schituri individuale sau căsuțe în jurul său, fiecare pentru un număr mic de locuitori. 
Alte așezări și schituri de la Muntele Athos care sunt uneori denumite schit includ (Νέα Θηβαΐδα; schit rusesc), Schitul Sf. Ana Mică și Schitul Sfântului Vasile (Άγιος Βασίλειος). Cu toate acestea, niciunul dintre ei nu este considerat oficial schit de către administrația Muntelui Athos. Fostele schituri includ Rusikonul (în greacă Ρωσικό) și  (în greacă Μετόχι Χουρμίτσας), ambele schituri rusești.

### Așezări
Principalele așezări sunt:
- Kareia (centrul administrativ principal)
- Dafni (portul principal)

## Lege
Vizitatorii zilnici la Muntele Athos sunt limitați la 100 de pelerini ortodocși și 10 pelerini bărbați neortodocși și toți trebuie să obțină un permis special de intrare dat de Biroul Pelerini de la Muntele Athos, care este numit diamonitirion (διαμονητήριον). Pelerinii ridică permisul de la biroul Biroului Pelerini din Salonic și îl prezintă apoi la Ouranopoli sau Ierissos înainte de a se îmbarca pe feribotul către Muntele Athos. Acest permis este valabil trei zile, cu excepția cazului în care o mănăstire solicită permisiunea de a-l prelungi sau dacă o cerere de prelungire este depusă la Kareya. Clerului ortodox li se cere să obțină un permis special de intrare de la Patriarhia Constantinopolului. Numai bărbaților li se permite să viziteze teritoriul, care este numit „Grădina Maicii Domnului” (greacă Περιβόλι της Παναγιάς) de către călugări. Locuitorii din peninsulă trebuie să fie bărbați cu vârsta de minim 18 ani  care sunt membri ai Bisericii Ortodoxe Răsăritene, fie călugări, fie muncitori.
Ca parte a măsurilor de combatere a pandemiei de COVID-19, vizitele la Muntele Athos au fost suspendate de la 19 martie 2020 până la 11 mai 2021.

### Interdicția de intrare a femeilor

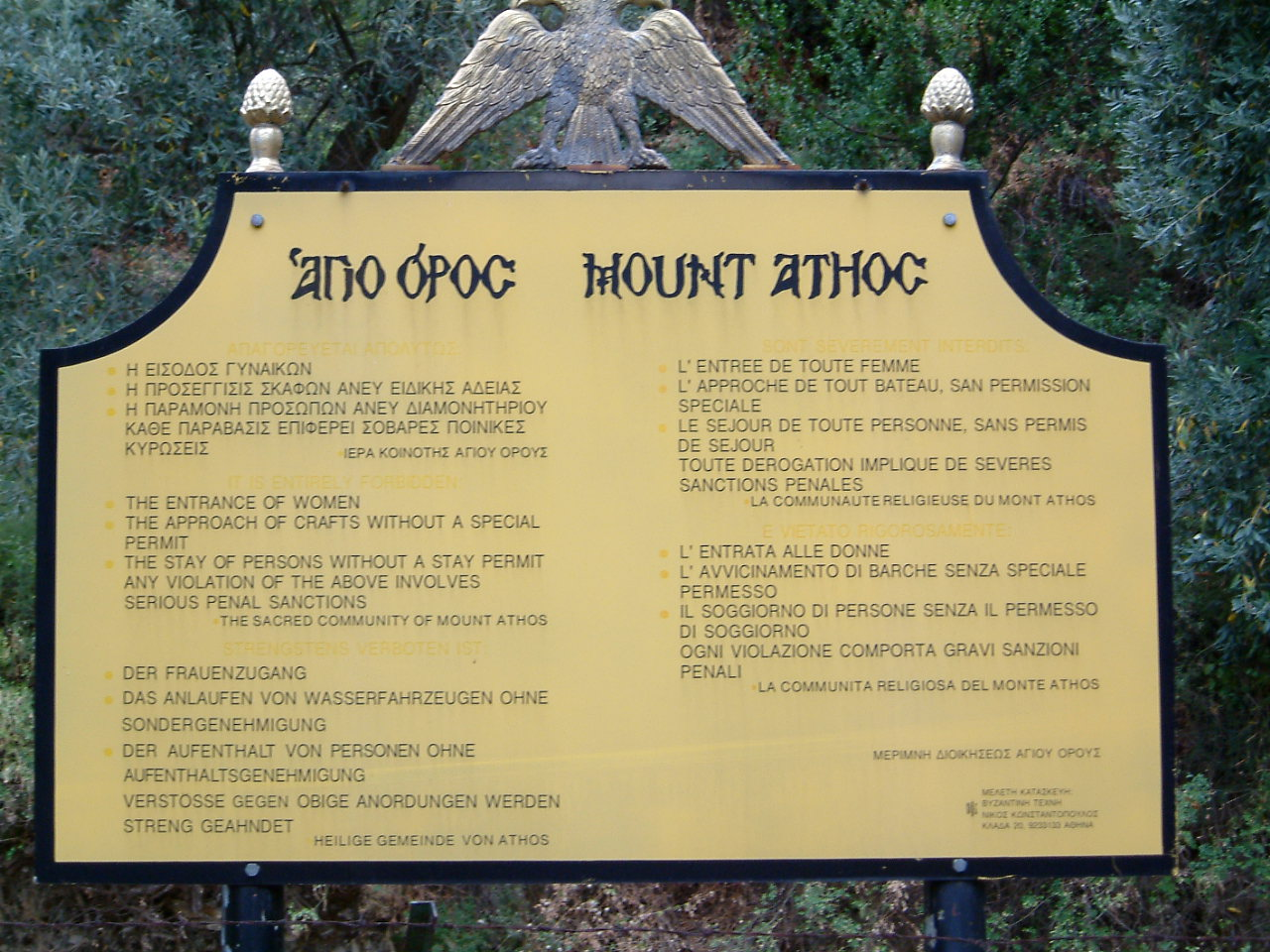
Semn la intrarea în Muntele Athos

Comunitatea monahală interzice femeilor și animalelor femele să intre în ceea ce se numește avaton (Άβατον). Acest lucru a menit să faciliteze traiul în celibat pentru bărbații care au ales să facă acest lucru. Scopul principal este acela de a proteja celibatul, dar și pentru că numai Fecioara Maria își reprezintă genul feminin pe Muntele Athos, care este dedicat venerării ei.
Interdicția a fost proclamată oficial de mai mulți împărați, printre care Constantin Monomachos, într-un crisobul din 1046.
Femelele animale domestice precum vacile sau oile sunt, de asemenea, interzise, singura excepție fiind pisicile din cauza abilităților lor de a prinde șoricei.

#### Statutul în Uniunea Europeană
Ca parte a unui stat membru al UE, Muntele Athos face parte din Uniunea Europeană și, în cea mai mare parte, este supus dreptului UE. În afara zonei cu taxa pe valoarea adăugată a UE, Muntele Athos se află în spațiul Schengen. O declarație anexată la tratatul de aderare al Greciei la Acordul Schengen prevede că „statutul special” al Muntelui Athos ar trebui să fie luat în considerare în aplicarea regulilor Schengen. Călugării s-au opus ferm față de aderarea Greciei la spațiul Schengen, pe baza temerilor că UE ar putea pune capăt interdicției de secole privind admiterea femeilor. Interdicția rămâne neschimbată și este necesar un permis special pentru a intra în peninsulă. Călugării au fost, de asemenea, îngrijorați de faptul că acordul ar putea afecta dreptul lor tradițional de a oferi adăpost oamenilor din țări ortodoxe precum Rusia. Astfel de oameni, care doresc sa devină călugări, au nevoie în zilele noastre de o viză grecească și permisiunea de a rămâne, chiar dacă aceasta este dată cu generozitate de către ministerul grec, pe baza unor cereri eliberate de Athos.